# Binaire Golay-code

Generatormatrix voor de uitgebreide binaire Golay-code

In wiskunde en de elektrotechniek is een binaire Golay-code een type van voorwaartse foutencorrectiecode die in de digitale communicatie wordt gebruikt. 
De binaire Golay-code heeft samen met de ternaire Golay-code binnen de groepentheorie, een deelgebied van de wiskunde, een bijzonder diepe en interessante verbinding met de theorie van de eindige sporadische groepen. De codes zijn vernoemd naar de Zwitsers-Amerikaanse wiskundige Marcel J.E. Golay.